# Atapupu
Atapupu is een dorp van het regentschap Belu op West-Timor, provincie Oost-Nusa Tenggara, Indonesië.

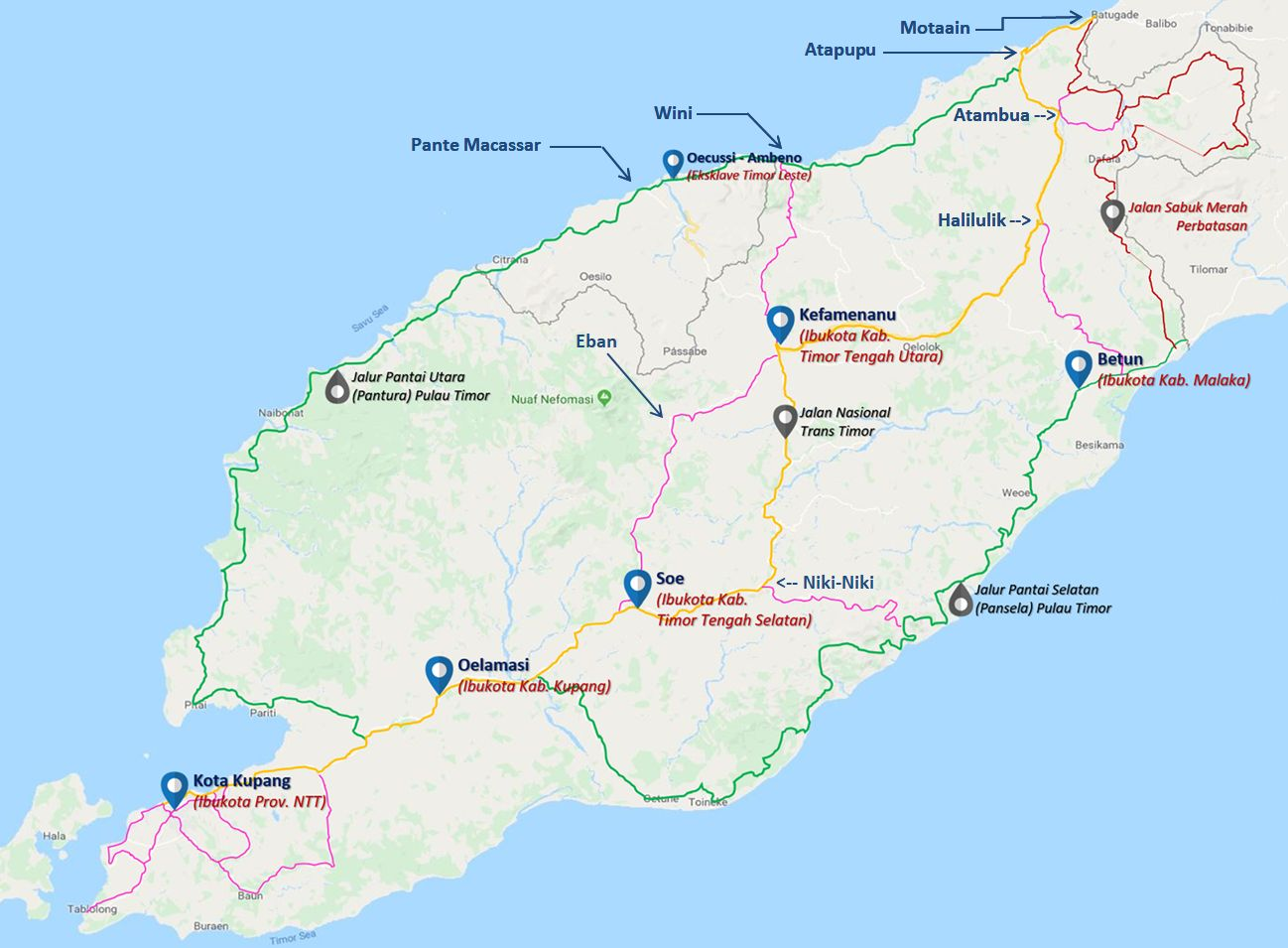
Kaart met de West-Timor Hoofdweg, in geel aangegeven, en met Atapupu in de noord-oost hoek van West-Timor.

## Geografie
Het dorp Atapupu ligt in het district Kakuluk Mesak op een hoogte van 195 m, dicht bij de haven en de kust van de Sawu Zee, op 12 km van het dorp Motaain aan de grens van West-Timor met Oost-Timor. Het dorp is gelegen aan de West-Timor Hoofdweg (ID: Jalan Nasional Trans Timor), die loopt van Kupang naar Motaain. Zie ook bijgaand kaartje.

## Geschiedenis
Het gebied van Atapupu stond sinds de 16e eeuw onder invloed van de portugezen. Later namen de Nederlanders echter de controle over het havengebied over. Toen de britten tussen 1811 en 1816 allerlei Nederlandse koloniën bezetten als uitvloeisel van de napoleontische oorlogen, trof dit ook Kupang en Atapupu. De portugezen, bondgenoot van de britten, maakten van de gelegenheid gebruik om hun aanspraken op de haven te vernieuwen en herwonnen de controle in 1812. Atapupu werd een belangrijke bron van douane-inkomsten voor de portugese kolonie.
Op 20 april 1818 kwam er een tegenactie van een groep van 30 Nederlandse soldaten onder commandant Hazaert. Zij bezetten Atapupu en vervingen de portugese vlag door de Nederlandse vlag. Achter de bezetting zaten ook chinese handelaren uit Kupang, die op deze manier de door Portugal geëiste tarieven wilden ontlopen. En verder hadden er zich ook veel chinezen in Atapupu gevestigd. Van hieruit en vanuit Kupang trokken zij als reizende handelaren door het binnenland van het eiland Timor.
De portugese gouverneur José Pinto Alcoforado de Azevedo e Sousa beklaagde zich in Batavia over de onwettige acties van Hazaert, zoals het veroveren van Atapupu en Batugade, en van het ophitsen van lokale heersers en chinese handelaren tegen de portugezen. De heer Azevedo e Sousa dreigde ermee om troepen in te gaan zetten tegen de Nederlanders in Timor, en hij eiste financiële compensatie. Hij overhandigde de documenten die ondertekend waren door Dona Usula da Costa, koningin van Liquiçá en andere hoogwaardigheidsbekleders op 16 mei 1818 en die opgesteld waren om de legitimiteit van de portugese aanspraken op Atapupu en Batugade te bewijzen. De Nederlandse commissie constateerde echter dat de portugezen de feiten onjuist hadden vermeld en rehabiliteerde Hazaert, die in 1820 terugkeerde naar zijn kantoor in Kupang.
In 1848 bezette de heerser van Oe-Cusse het rijk van Janilo, vijf kilometer verderop. De Nederlanders grepen in omdat ze vreesden dat de belangrijke haven van Atapupu de verbinding met het achterland zou kunnen verliezen. Pas bij het Verdrag van Lissabon ( 1859 ) werd voor het eerst een duidelijke grens getrokken en in 1862 werd in Atapupu een Nederlandse post gevestigd.
In 1894 woedde de cholera in Atapupu. Het brak uit in Maubara, Oost-Timor, nadat veel lichamen niet waren begraven na de opstand van Maubara.
De portugese gouverneur José Celestino da Silva beschuldigde de chinese handelaren uit Atapupu van het verkopen van vuurwapens aan timorese rebellen voor winst.
Tijdens het Nederlandse koloniale tijdperk werd een van de eerste wegen aangelegd, die Atapupu met Kupang verbond. Atapupu was de administratieve zetel van het Regentschap Belu, totdat Atambua in 1916 de nieuwe hoofdstad van Belu werd. Tijdens de Japanse bezetting van Nederlands-Indië in de tweede wereldoorlog werd Atapupu gebruikt als overslaghaven voor o.a. munitie. Daarom werd de haven van Atapupu het doelwit van australische bommenwerpers, die ernstige schade aanrichtten.

## Economie en transport
De haven van Atapupu (ID: pelabuhan Atapupu) is belangrijk als doorvoerhaven voor goederen en olie, onder anderen van en naar Oost-Timor. Ook voor de export van mangaan-erts is de haven van Atapupu belangrijk, samen met de havens van Wini en Kupang. Verder heeft de indonesische marine een post in de haven van Atapupu.
Er is ook een veerboothaven voor passagiers, met de naam Teluk Gurita. Zo zijn er veerdiensten tussen Atapupu en Kalabahi (eiland Alor), tussen Atapupu en Wini en tussen Atapupu en Kupang.

## Toerisme
Bekende toeristische plaatsen in Atapupu zijn:
- Oefuik strand;
- Pasir Putih strand;
- Excursies naar diverse ambachten annex winkel.

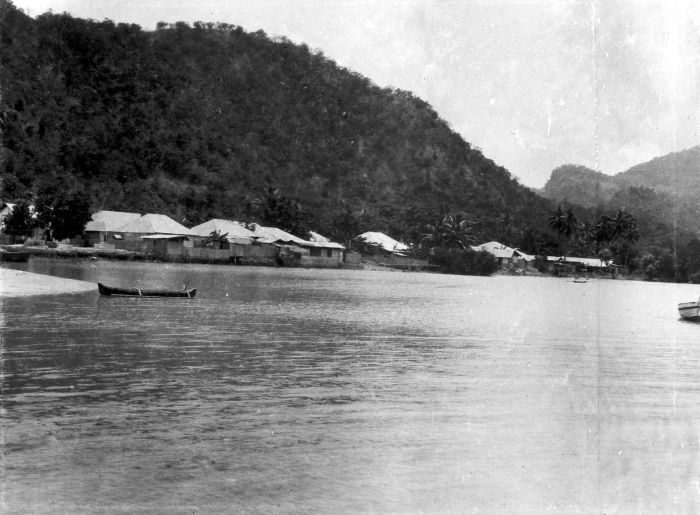
Haven van Atapupu.
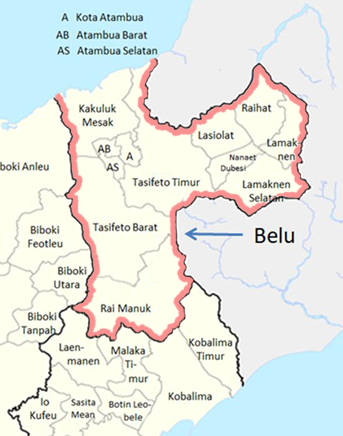
Regentschap Belu en zijn districten.